# El Tablón, Hidalgo
El Tablón är en ort i Mexiko.   Den ligger i kommunen Ixmiquilpan och delstaten Hidalgo, i den sydöstra delen av landet, 110 km norr om huvudstaden Mexico City. El Tablón ligger 1 898 meter över havet och antalet invånare är 646.
Terrängen runt El Tablón är huvudsakligen kuperad, men norrut är den platt. Runt El Tablón är det ganska tätbefolkat, med 120 invånare per kvadratkilometer. Närmaste större samhälle är Ixmiquilpan, 7,2 km norr om El Tablón. Trakten runt El Tablón består till största delen av jordbruksmark.